# Socha Krista Spasitele (Česko)
Socha Krista Spasitele je socha v Resortu Svět v Úžicích nedaleko Kralup nad Vltavou. Je vysoká 6,15 m, samotný Ježíš bez podstavce má na výšku 4,5 metru a rozpětí jeho rozpažených rukou jsou 4 metry. Od května 2023 je v pelhřimovském Muzeu rekordů a kuriozit zapsána do České knihy rekordů jako největší socha Ježíše Krista v České republice. Je symbolem křesťanství a turistickou atrakcí.

## Historie
Iniciátorem jejího vytvoření je slovenský podnikatel Pavol Turoň, který si kvůli nemoci covid-19 sáhl v nemocnici na dno svých sil. Jako poděkování Nejvyššímu za své uzdravení se rozhodl vystavět tuto přes šest metrů vysokou sochu Ježíše Krista. Předlohou pro autora, kterým je malíř a sochař Martin Lepka, byla slavná obří socha Krista Spasitele v Riu de Janeiru. Socha má doširoka rozpřažené ruce a tímto gestem objímá a chrání svět. Vznikla v září roku 2022. Za přítomnosti veřejnosti ji vysvětil kardinál Dominik Duka.

## Technické parametry
Socha je vysoká 6,15 metru, samotný Ježíš bez podstavce má na výšku 4,5 metru a rozpětí jeho rozpažených rukou jsou 4 metry. Je z bílého betonu se skelnými vlákny a plastifikátory, vyplněná ocelovou výztuží. Váží kolem 13 tun. Oproti té brazilské je menší, ale má několik originálních prvků, Je to výraz tváře nebo korunka. Autor se snažil udělat obličej vlídnější, v Riu je Ježíš přísnější. Korunka funguje i jako hromosvod.

## Galerie

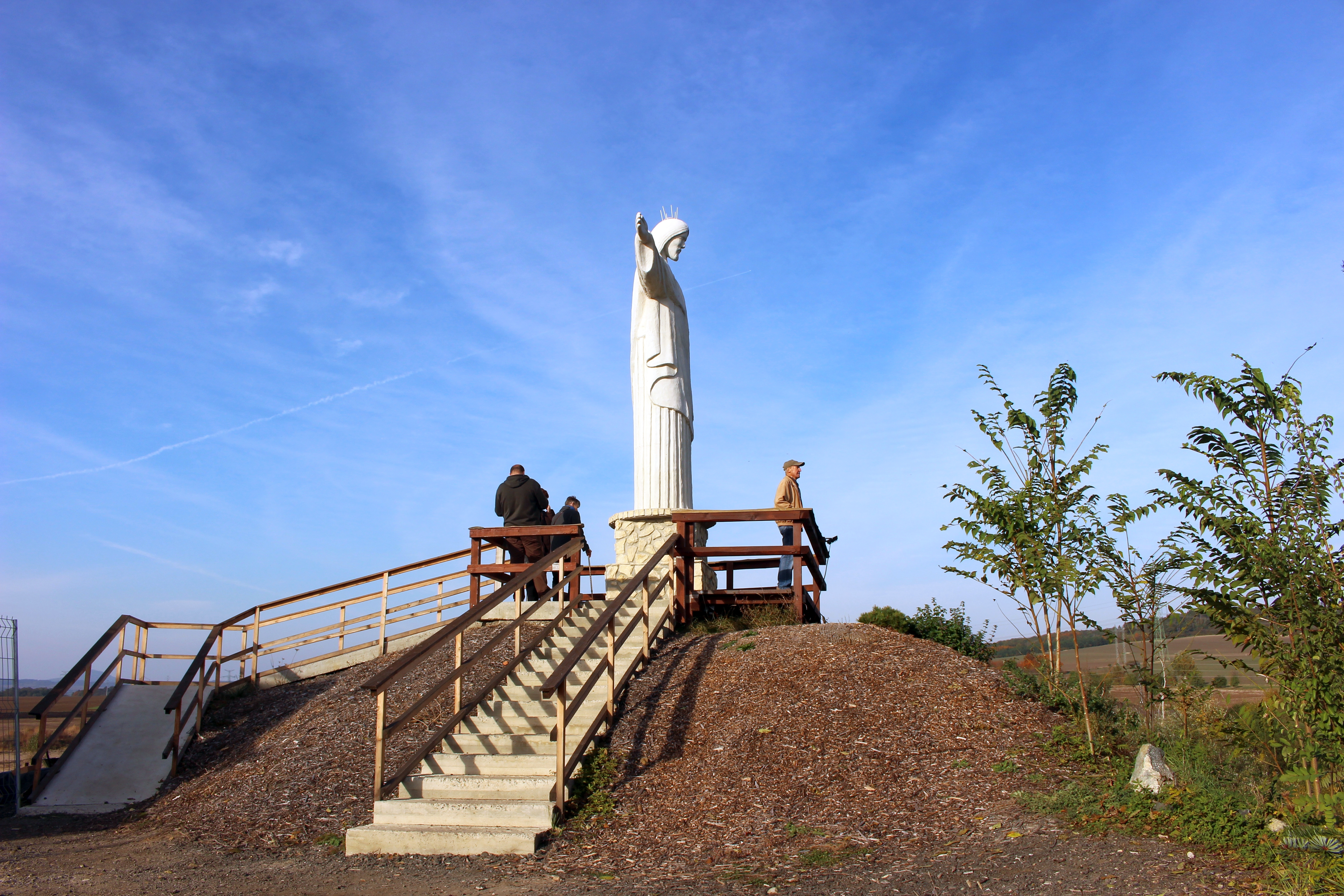
Celkový pohled
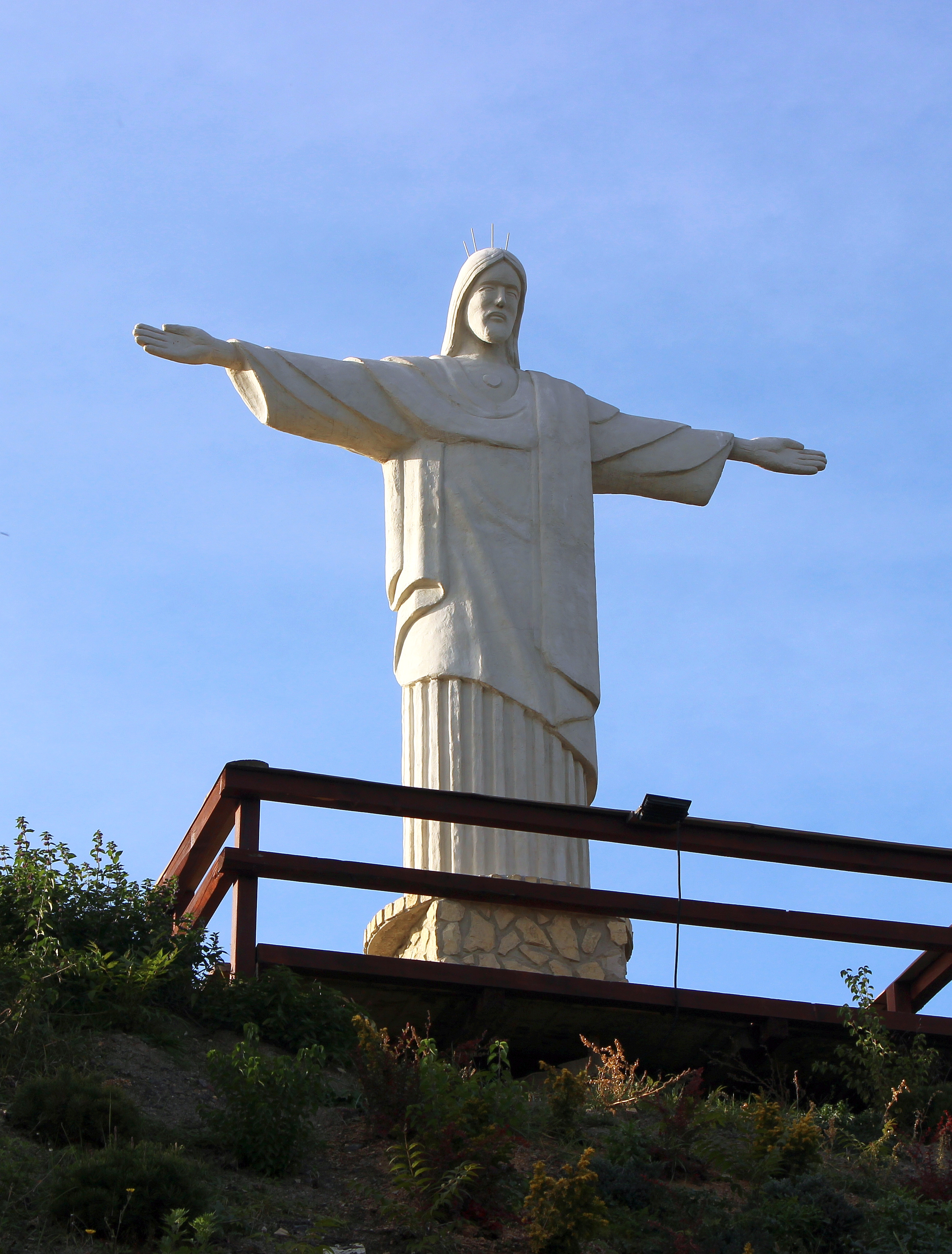
Zepředu
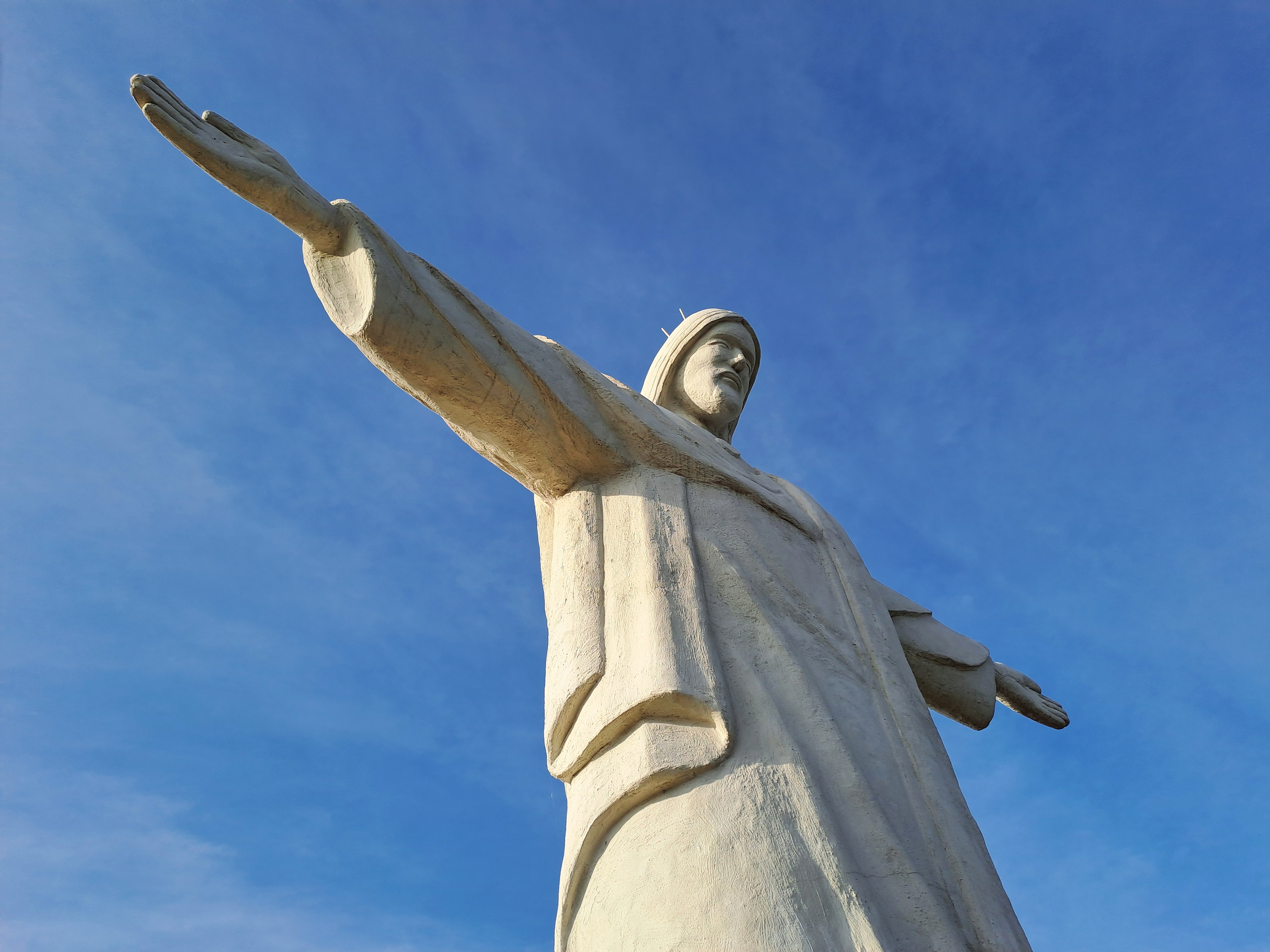
Detail
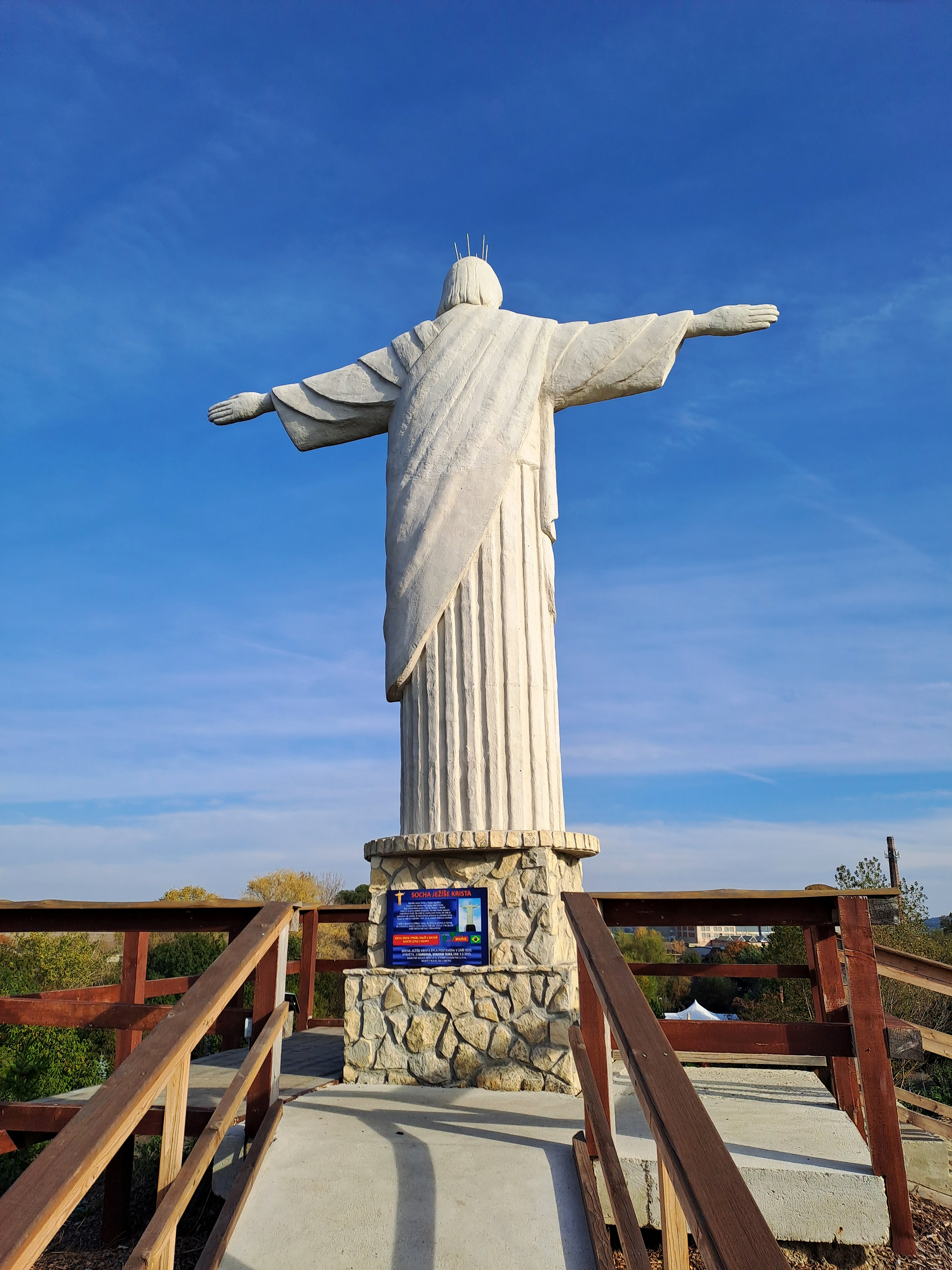
Pohled zezadu
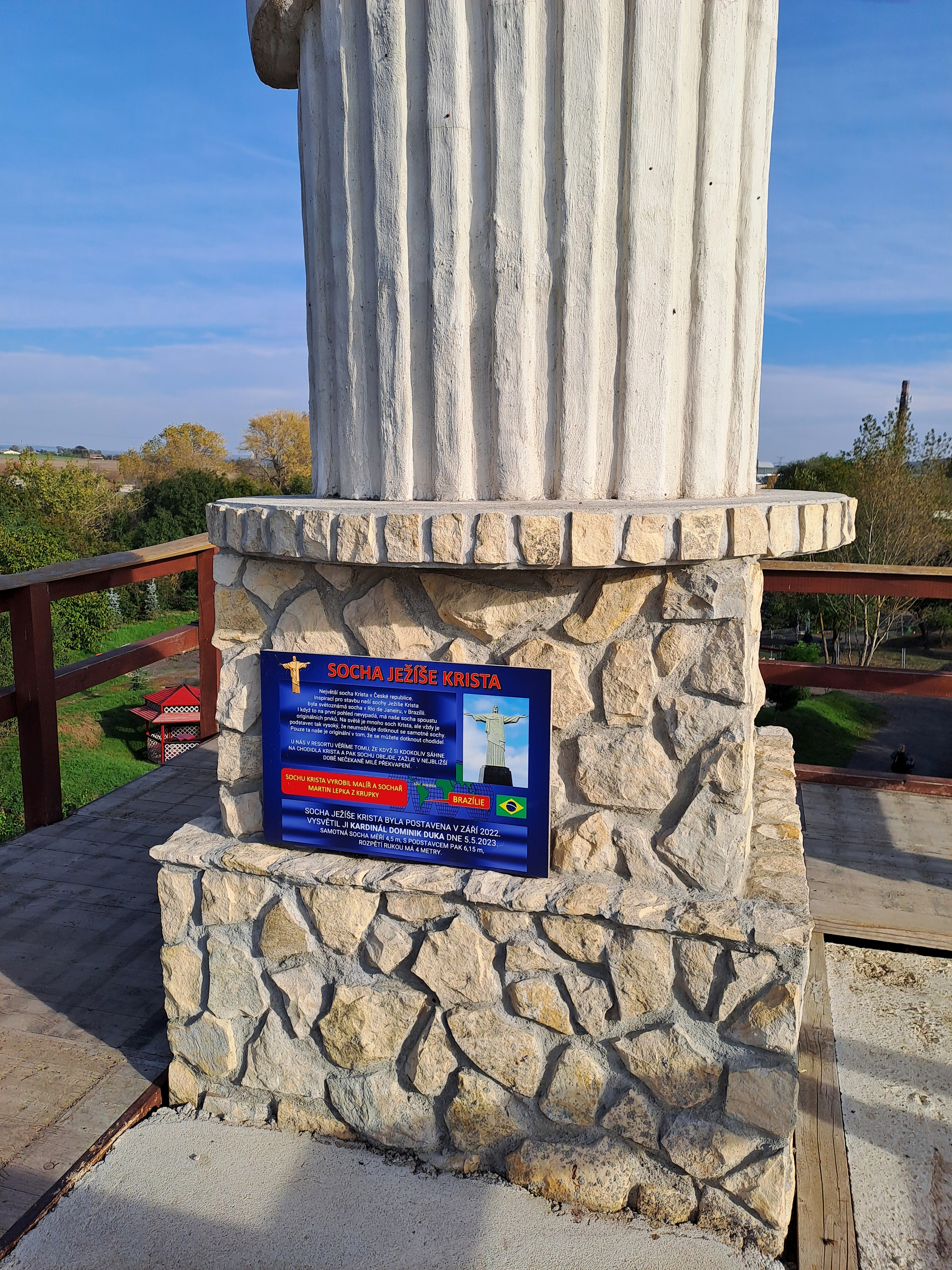
Podstavec